# Helimadoe
Helimadoe (podtitul: román) je posledním dokončeným románem Jaroslava Havlíčka, který byl napsán roku 1937, ale poprvé vydán až roku 1940. Název románu tvoří akronymická zkratka, složená z počátečních slabik jmen pěti dcer lékaře Hanzelína (Helena, Lidmila, Marie, Dorotka, Ema). Podle knižní předlohy natočil režisér Jaromil Jireš roku 1993 stejnojmenný film.

## Hlavní postavy
- Emil – zhýčkaný teenager-jedináček z měšťanské rodiny
- Lékař Hanzelín – podivín, má 5 dcer. Lékař mezi chudými, sám chudý, obětavý cynik. Nastavil dcerám přesný denní režim bez osobního prostoru
- Dorotka (Dora) – vzpurná dcera (věk: 20 let); neustojí teror ze strany otce, zamiluje se do kočovného iluzionisty a uteče s ním; odmítla žít monotónní život, toužila po dobrodružství

## Obsah
Do Starých Hradů se přestěhuje úřednická měšťanská rodina; syn Emil vážně onemocní a přes nesouhlas matky se mu stane ošetřujícím lékařem podivín Hanzelín. Ten má 5 dcer, z nichž 4 zaměstnává namáhavými domácími i polními pracemi. Emil se u nich začne zastavovat častěji a častěji, neboť má strach o své zdraví a také se zamiloval do Emy, nejmladší z dcer. Poté, co však spatří žensky zralou Doru, se zamiluje do ní. Ta jím smýká, zahrává si s jeho city, a on zakouší hoře i slasti, o jakých se mu nesnilo. Je na ní závislý a nechá sebou zmítat. Pomůže, ač poměrně nerad, utéci s čerstvě ovdovělým iluzionistou Adalbertem Baldou. Poté je jeho otec přeložen do Jičína, kde hodnostně povýší na hejtmana a rodina navždy z města odjede. Již se tam nikdy nevrátí.